# De onzichtbare gorilla
De onzichtbare gorilla (oorspronkelijke naam: The Invisible Gorilla) is de naam van een psychologisch experiment dat de Amerikaanse hoogleraren psychologie en cognitief psychologen Christopher Chabris en Daniel Simons in de jaren 90 van de twintigste eeuw uitvoerden aan de Harvard-universiteit. Dit stond in het kader van perceptual blindness. Het toonde aan dat mensen veel van wat er in hun nabijheid gebeurt niet registreren en er ook totaal geen idee van hebben dát ze die zaken missen.
Chabris en Simons baseerden het 'onzichtbare gorilla'-experiment op een reeks onderzoeken uit de jaren 70 van cognitief psycholoog Ulric Neisser. Die verhuisde naar de Cornell-universiteit toen Simons daar bezig was met het laatste jaar van zijn promotieperiode en inspireerde Simons voort te bouwen op zijn eerdere bevindingen.

## Uitvoering 'de onzichtbare gorilla'
Chabris en Simons lieten een aantal van hun studenten op een leegstaande etage van het psychologiegebouw van de Harvard-universiteit naar elkaar overgooien met basketballen. De helft van de spelers droeg witte shirts en de andere helft zwarte. Hiervan maakte Simons een filmopname van een kleine minuut, die vervolgens gekopieerd en aan de studenten meegegeven werd.
De studenten lieten de filmopnames vervolgens aan vrijwilligers zien. Die moesten proberen bij te houden hoe vaak de spelers in witte shirts de bal naar elkaar gooiden en de spelers in zwarte shirts proberen te negeren. Het correcte aantal passes of het vermogen van de vrijwilligers die te tellen, deed er in het kader van het experiment echter totaal niet toe. Wat de vrijwilligers van tevoren niet verteld werd, was dat er halverwege het filmpje een studente in een gorillapak de spelende groep studenten inliep. Die draaide zich naar de camera, klopte zich op de borst en liep het beeld weer uit. Zij was ongeveer negen seconden in beeld.
Na afloop van de video moesten de vrijwilligers vertellen hoeveel passes ze geteld hadden. Vervolgens werd ze onder meer gevraagd of ze nog iets bijzonders was opgevallen op het filmpje en of ze nog iemand anders dan de spelers hadden gezien. Ongeveer de helft van de proefpersonen was de gorilla totaal ontgaan en herinnerden zich die ook niet toen ze erop werden gewezen dat die in het filmpje voorkwam.
Het 'onzichtbare gorilla'-experiment werd talloze keren herhaald onder andere omstandigheden, met verschillende toeschouwers en in verschillende landen. De uitkomst was telkens dat de gorilla aan ongeveer de helft van alle proefpersonen ontging.

## Verklaring
De 'onzichtbare gorilla'-waarnemingsfout wordt veroorzaakt door een menselijk gebrek aan aandacht voor het onverwachte. De wetenschappelijke naam hiervoor is inattentional blindness of in het Nederlands 'onaandachtigheidsblindheid'. Deze staat totaal los van enige fysieke visuele handicap, zoals slechtziendheid of blindheid. Wanneer mensen hun aandacht op een specifiek gebied of aspect van hun blikveld richten, merken ze onverwachte voorwerpen daarin regelmatig niet op, ongeacht de vorm daarvan en het feit dat die zich recht voor hun neus bevinden.